# Sonotrella exculta
Sonotrella exculta är en insektsart som beskrevs av Andrej Vasiljevitj Gorochov 1992. Sonotrella exculta ingår i släktet Sonotrella och familjen syrsor. Inga underarter finns listade i Catalogue of Life.